# استنتون بای بریج
استنتون بای بریج (به انگلیسی: Stanton by Bridge) یک روستا و محله مدنی در بریتانیا است که در South Derbyshire واقع شده‌است. استنتون بای بریج ۲۴۶ نفر جمعیت دارد.